# Phát thanh FM
"Phát thanh" hay Phát sóng FM là một phương pháp truyền thanh bằng công nghệ điều chế tần số (FM). Được phát minh ra vào năm 1933 bởi kỹ sư người Mỹ Edwin Armstrong, nó được sử dụng trên toàn thế giới để cung cấp âm thanh trung thực hơn trên radio phát thanh. Phát sóng FM có khả năng có chất lượng âm thanh tốt hơn so với phát sóng AM, công nghệ phát thanh radio cạnh tranh chính, vì vậy nó được sử dụng cho hầu hết các chương trình phát nhạc. Các đài phát thanh FM sử dụng tần số VHF. Thuật ngữ "băng tần FM" mô tả dải tần số ở một quốc gia được dành riêng cho phát sóng FM.

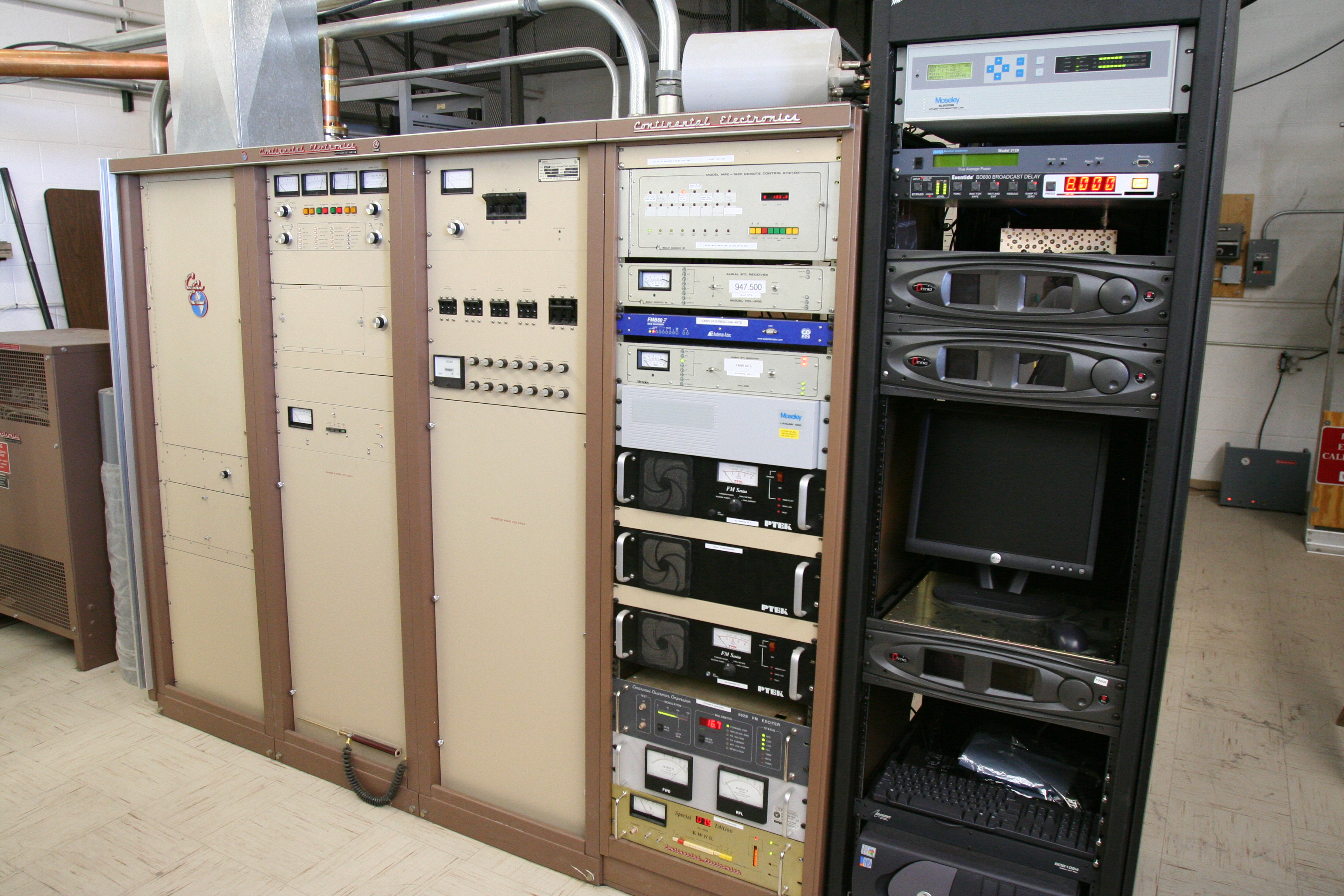
Máy phát sóng FM 35 kW thương mại được xây dựng vào cuối những năm 1980. Nó thuộc đài phát thanh FM KWNR ở Las Vegas, Nevada, và phát sóng ở tần số 95,5 MHz.

## Băng tần phát sóng
Trên toàn thế giới, băng tần phát sóng FM nằm trong phần VHF của phổ radio. Thông thường 87.5 đến 108.0 MHz được sử dụng, [1] hoặc một số phần của nó, với một số ngoại lệ:
Tại các nước cộng hòa thuộc Liên Xô cũ, và một số nước thuộc khối Đông Âu, băng tần cũ hơn 65,8-74 MHz cũng được sử dụng. Các tần số được chỉ định ở khoảng tần số 30 kHz. Băng tần này, đôi khi được gọi là băng tần OIRT, đang dần dần được loại bỏ ở nhiều quốc gia. Ở những quốc gia đó băng tần 87,5-108,0 MHz được gọi là băng tần CCIR.
Tại Nhật Bản, băng tần sử dụng trong dải 76-95 MHz.
Tần số của trạm phát sóng FM (tần số trung tâm danh nghĩa được chỉ định) thường là số chính xác 100 kHz. Ở hầu hết các nước Nam Triều Tiên, Mỹ, Philippines và Caribê, chỉ sử dụng số lẻ. Ở một số vùng của Châu Âu, Greenland và Châu Phi, chỉ có thể sử dụng bội số. Ở Anh thì kỳ quặc hơn. Tại Ý, nhiều nhân của 50 kHz được sử dụng.
Có một số tiêu chuẩn phát sóng FM không bình thường và lỗi thời ở một số quốc gia, bao gồm 1, 10, 30, 74, 500 và 300 kHz. Tuy nhiên, để giảm thiểu sự can thiệp giữa các kênh, các trạm hoạt động từ các vị trí truyền tải tương tự hoặc vùng địa lý gần như có xu hướng giữ khoảng cách ít nhất 500 kHz thậm chí khi khoảng cách tần số gần nhau hơn về mặt kỹ thuật là được cho phép, với các điều chỉnh gần hơn dành cho các thiết bị truyền khoảng cách xa hơn, các tín hiệu nhiễu tiềm ẩn đã bị suy giảm nhiều hơn và do đó ít ảnh hưởng hơn đến tần số láng giềng.

## Công nghệ

### Đặc điểm điều chế

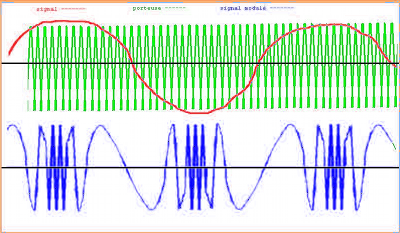
Hình ảnh mô tả cách thức điều chế tần số

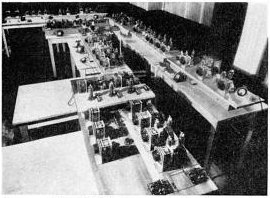
Máy phát sóng FM nguyên mẫu đầu tiên của Armstrong, đặt tại Tòa nhà Empire State, Thành phố New York, nơi ông đã sử dụng để thử nghiệm bí mật hệ thống của mình trong khoảng thời gian từ 1934 đến 1935. Được cấp phép là trạm thử nghiệm W2XDG, nó truyền phát trên 41 MHz với công suất 2 kW

Điều chế tần số hoặc FM là một hình thức điều chế truyền tải thông tin bằng cách thay đổi tần số của sóng mang; điều chế biên độ cũ hơn hoặc AM thay đổi biên độ của sóng mang, với tần số không đổi. Với FM, độ lệch tần số so với tần số sóng mang được chỉ định tại bất kỳ thời điểm nào tỷ lệ thuận với biên độ của tín hiệu đầu vào, xác định tần số tức thời của tín hiệu truyền đi. Do tín hiệu FM truyền sử dụng băng thông nhiều hơn tín hiệu AM, nên hình thức điều chế này thường được sử dụng với tần số cao hơn (VHF hoặc UHF) được sử dụng bởi TV, băng tần phát sóng FM và hệ thống vô tuyến di động mặt đất.
Độ lệch tần số tối đa của hãng thường được quy định và quy định bởi các cơ quan cấp phép ở mỗi quốc gia. Đối với phát sóng âm thanh nổi, độ lệch sóng mang tối đa được phép là không thay đổi ± 75 kHz, mặc dù ở Hoa Kỳ được phép sử dụng cao hơn một chút khi sử dụng các hệ thống SCA. Đối với phát sóng đơn âm, một lần nữa độ lệch tối đa được phép phổ biến nhất là ± 75 kHz. Tuy nhiên, một số quốc gia chỉ định giá trị thấp hơn cho các chương trình phát sóng đơn âm, chẳng hạn như ± 50 kHz.

### Stereo FM
Stereo FM là 1 dạng của điều chế tần số, khác với cách điều chế tần số thông thường, cách này có thể mang được âm thanh hai kênh L, R.
Trước tiên, tín hiệu L và R được đưa vào khối mạch ma trận để tạo thành tín hiệu tổng L+R và tín hiệu L-R. Tín hiệu L+R được đưa đến bộ trộn ngang qua một dây trễ. Tín hiệu L-R được đưa đến mạch điều biên cân bằng sử dụng tần số sóng mang phụ 38Khz rồi đưa đến bộ trộn tín hiệu để trộn lẫn với tín hiệu L+R đã được làm trễ. Vì mạch điều chế cân bằng đã triệt tiêu tần số sóng mang phụ 38KHz nên phải mở rộng thêm tín hiệu sóng mang chính (tín hiệu lái) 19KHz vào bộ trộn và đưa ra tầng khuếch đại FM.
Mạch tách sóng FM cho ra 3 tín hiệu: tín hiệu L+R được tách ra nhờ LPF; tín hiệu L-R người ta sử dụng bộ dao động VCO được điều khiển bởi sóng mang 19KHz dao động tạo ra bởi VCO (76KHz) được chia đôi để đưa đến mạch tách sóng biên độ hồi phục tín hiệu L-R. Tín hiệu L+R và L-R được đưa vào khối ma trận để tạo tín hiệu 2L, 2R.
Các tín hiệu FM Stereo dễ bị nhiễu, méo dạng tín hiệu so với tín hiệu FM Mono thông thường. Ngoài ra, với một mức sóng tín hiệu thì tỉ số tín hiệu/nhiễu kém hơn nhiều so với FM Mono thông thường.

## Lịch sử

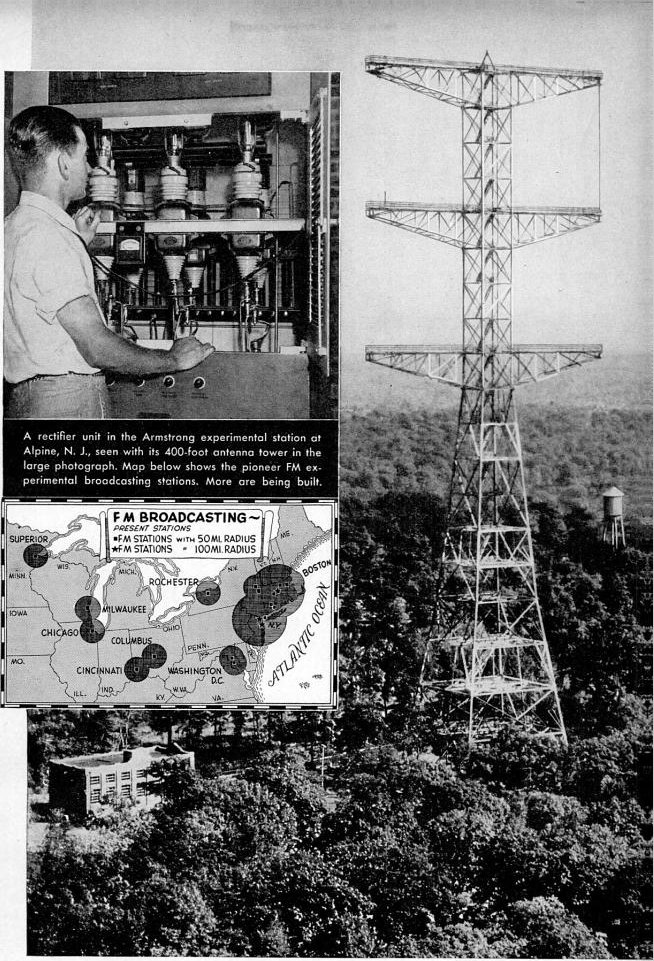
Một trong những đài phát thanh FM đầu tiên, trạm thử nghiệm của Edwin Armstrong W2XMN ở Alpine, New Jersey, Hoa Kỳ. Các phần bên trong hiển thị một phần của máy phát và một bản đồ các đài FM vào năm 1940

### Hoa Kỳ
Mặc dù FM đã được cấp bằng sáng chế vào năm 1933, phát sóng FM cho mục đích thương mại đã không bắt đầu cho đến cuối những năm 1930, khi nó được khởi xướng bởi một số ít các trạm tiên phong sớm bao gồm W8HK, Buffalo, New York (nay là WTSS); W1XOJ / WGTR / WSRS, Paxton, Massachusetts (nay được liệt kê là Worcester, Massachusetts); W1XSL / W1XPW / WDRC-FM, Meriden, Connecticut (hiện WHCN); W2XMN / KE2XCC / WFMN, Alpine, New Jersey (thuộc sở hữu của Edwin Armstrong, đóng cửa sau khi Armstrong qua đời năm 1954); W2XQR / WQXQ / WQXR-FM, New York; W47NV Nashville, Tennessee (ký năm 1951); W1XER/ W39B / WMNE, có phòng thu ở Boston nhưng máy phát của nó nằm trên đỉnh ngọn núi cao nhất ở vùng đông bắc Hoa Kỳ, Mount Washington, New Hampshire (đóng cửa vào năm 1948); W9XAO Milwaukee, Wisconsin (sau đó là WTMJ-FM, không khí vào năm 1950, quay trở lại vào năm 1959 với một tần số khác). Cũng lưu ý là các trạm phát điện General Electric W2XDA Schenectady và W2XOY New Scotland, New York - hai máy điều chế tần số thử nghiệm trên 48,5 MHz - ký kết vào năm 1939. Cả hai đã được sáp nhập vào một trạm bằng cách sử dụng các lá thư gọi W2XOY ngày 20 tháng 11 năm 1940, với trạm thu tin nhắn WGFM một vài năm sau đó, và di chuyển đến 99,5 MHz khi băng tần FM được di chuyểnđến phần tần số 88-108 MHz của phổ radio. General Electric bán trạm này trong những năm 1980, và ngày nay trạm được gọi là WRVE.
WEFM (ở khu vực Chicago) và WGFM (ở Schenectady, New York) được báo cáo là các trạm âm thanh nổi đầu tiên. [14]
Các đài phát thanh FM thương mại đầu tiên ở Hoa Kỳ, nhưng ban đầu chúng chủ yếu được sử dụng để simulcast (phát lại, tiếp sóng) các đài lân cận AM, phát nhạc cho các cửa hàng và văn phòng, để phát nhạc cổ điển cho người nghe thính phòng ở khu vực thành thị, lập trình. Vào cuối những năm 1960, FM đã được thông qua để phát sóng âm thanh stereo "AOR-" Album Oriented Rock'Định dạng', nhưng cho tới năm 1978 nghe đài FM đã vượt quá trạm AM ở Bắc Mỹ.Trong những năm 1980 và 1990, 40 đài âm nhạc hàng đầu và thậm chí cả các đài âm nhạc quốc gia đã bỏ qua AM cho FM. bảo vệ đài truyền thanh, tin tức, thể thao, chương trình tôn giáo, phát thanh dân tộc (dân tộc thiểu số) và một số loại nhạc dân tộc thiểu số. simulcast trên, hoặc chuyển sang, tín hiệu FM để thu hút người nghe trẻ hơn và các vấn đề thu sóng trong các tòa nhà, trong dông bão và gần các dây điện cao áp. Một số trạm này nhấn mạnh sự hiện diện của họ trên đài FM.)

### Châu Âu
Các sóng trung MW (được gọi là AM band vì hầu hết các trạm sử dụng nó sử dụng điều chế biên độ ở Bắc Mỹ) là đông đúc [ cần dẫn nguồn ] ở Tây Âu, dẫn đến các vấn đề can thiệp và, kết quả là, nhiều tần MW là chỉ thích hợp cho bài phát biểu phát thanh truyền hình.
Bỉ, Hà Lan, Đan Mạch và đặc biệt là Đức là những nước đầu tiên áp dụng FM trên phạm vi rộng. Trong số các lý do cho điều này là:
Dải băng tần trung bình ở Tây Âu trở nên quá tải sau chiến tranh thế giới lần thứ II, chủ yếu là do tần số sóng trung bình sẵn có tốt nhất đang được sử dụng ở các cấp độ quyền lực cao của Lực lượng chiếm đóng Liên minh, vừa để phát sóng giải trí cho quân đội của họ và phát sóng tuyên truyền Chiến tranh Lạnh. Sau Thế chiến II, tần suất phát sóng được tổ chức lại và phân bổ lại bởi các đại biểu của các quốc gia chiến thắng trong Kế hoạch Tần số Copenhagen. Các nhà phát thanh Đức chỉ còn lại hai tần số AM còn lại và buộc phải tìm đến FM để mở rộng. Các đài phát thanh công cộng ở Ireland và Australia chậm hơn nhiều so với việc sử dụng đài FM hơn là ở Bắc Mỹ hoặc Châu Âu.

## Sử dụng quy mô nhỏ

### Máy phát FM công suất thấp
Ở một số quốc gia, có sẵn các thiết bị phát sóng có quy mô nhỏ (Phần 15 ở Hoa Kỳ) có thể truyền tín hiệu từ thiết bị âm thanh (thường là máy nghe nhạc MP3, đầu CD, DVD hoặc điện thoại di động) sang một máy thu thanh FM chuẩn; các thiết bị này bao gồm các thiết bị nhỏ được chế tạo để mang âm thanh đến một chiếc xe hơi không có khả năng nhận dạng âm thanh kỹ thuật số (do phiên bản trước đây thường được lắp đặt trên xe hơi chỉ là đài AM/FM và đài quay băng cassette) các hệ thống phát sóng chuyên nghiệp có thể được sử dụng để truyền âm thanh trong toàn bộ tài sản. Hầu hết các thiết bị này đều truyền tải toàn bộ âm thanh nổi, mặc dù một số mô hình được thiết kế dành cho những người mới bắt đầu có thể không thích. Các máy phát tương tự thường được bao gồm trong máy thu sóng vô tuyến vệ tinh và một số đồ chơi.
Tính hợp pháp của các thiết bị này khác nhau theo quốc gia. Các Ủy ban Truyền thông Liên bang Mỹ và Bộ Công nghiệp Canada cho phép họ. Bắt đầu từ ngày 1 tháng 10 năm 2006, các thiết bị này đã trở nên hợp pháp ở hầu hết các quốc gia ở Liên minh châu Âu. Các thiết bị được thực hiện theo các tiêu chuẩn Châu Âu được hài hoà đã trở thành luật tại Anh vào ngày 8 tháng 12 năm 2006. [19]
Dải phát sóng FM cũng được sử dụng bởi một số micrô không dây giá rẻ được bán dưới dạng đồ chơi cho karaoke hoặc các mục đích tương tự, cho phép người dùng sử dụng một đài FM như một đầu ra hơn là một bộ khuếch đại và loa chuyên dụng. Micro không dây chuyên nghiệp thường sử dụng băng tần trong vùng UHF để chúng có thể chạy trên thiết bị chuyên dụng mà không có sự can thiệp vào quảng bá.
Một số tai nghe không dây truyền tải trong băng tần phát sóng FM, với tai nghe có thể điều chỉnh chỉ với một tập hợp con của băng tần phát sóng. Tai nghe không dây chất lượng cao hơn sử dụng băng tần hồng ngoại hoặc băng tần UHF ISM như 315 MHz, 863 MHz, 915 MHz hoặc 2,4 GHz thay vì băng tần phát sóng FM.

### Microbroadcasting
Các máy phát sóng FM công suất thấp như những thiết bị đã đề cập ở trên cũng đôi khi được sử dụng cho các đài phát thanh khu phố hoặc khu học xá, mặc dù các đài phát thanh trong khuôn viên trường thường chạy trên đường dây điện 2 sợi (còn gọi là hữu tuyến). Điều này thường được coi là một hình thức microbroadcasting. Theo nguyên tắc chung,  thực thi đối với các trạm FM công suất thấp là nghiêm ngặt hơn với các đài AM, do các vấn đề như hiệu ứng chụp,  và kết quả là, microbroadcasters FM thường không đạt khoảng cách xa như họ AM đối thủ cạnh tranh.

## Phát sóng FM ở các quốc gia

### Phát sóng FM tại Hoa Kỳ
Tại Hoa Kỳ, các trạm phát sóng được điều chế tần số hoạt động trong dải tần kéo dài từ 87,8 MHz đến 108,0 MHz, tổng cộng là 20,2 MHz. Nó được chia thành 101 kênh, mỗi kênh rộng 0,2 MHz, được chỉ định là "kênh 200" đến "kênh 300". Trong thực tế, không ai ngoại trừ FCC sử dụng các số kênh này; các tần số được sử dụng thay thế.

### Phát sóng FM tại Việt Nam
Tại Việt Nam, tần số các kênh phát thanh FM đa số hoạt động từ 87 - 108Mhz.